# Pawnee Rock (Kansas)
Pawnee Rock – miasto położone w hrabstwie Barton.